# Fábrica de Osram

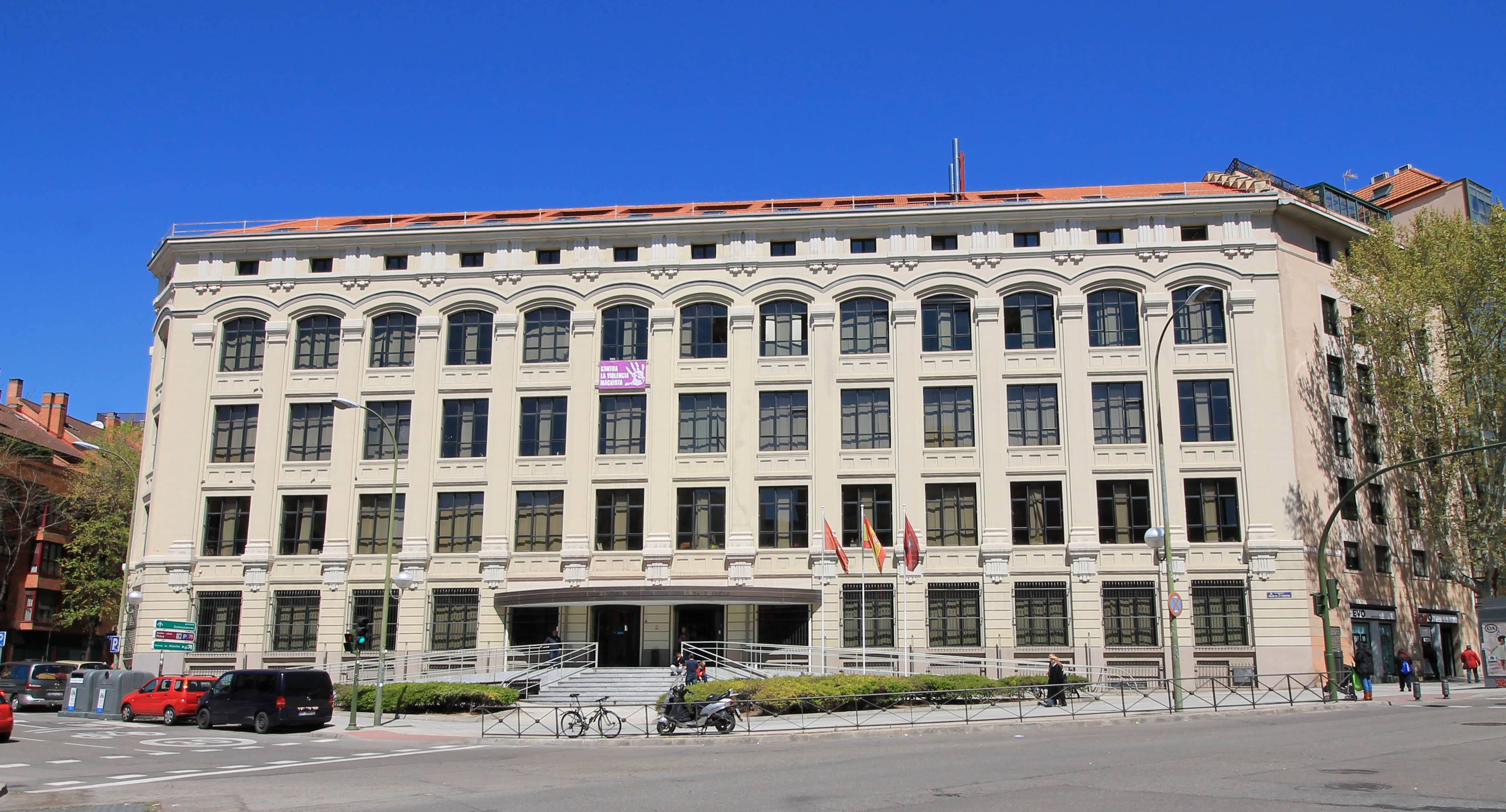
Fábrica de Osram

Die Fábrica de Osram (offizielle Bezeichnung: Fábrica de lámparas eléctricas de la DGA de Berlín) ist ein Fabrikgebäude, das sich am Paseo de Santa María de la Cabeza in Madrid befindet. Es ist ein rechteckiges, viereinhalbstöckiges Gebäude mit typischen industriellen Fassaden im Architekturstil der Chicagoer Schule. Es liegt an drei Hauptstraßen und einem Innenhof.

## Geschichte
Das Gebäude wurde 1914 von dem spanischen Architekten Alberto de Palacio y Elissague als Fabrik- und Verwaltungsgebäude für elektrische Materialien für die Deutsche Gasglühlicht AG errichtet, die später zu Osram gehörte. Seit 1916 wurden dort Glühlampen mit einem Glühfaden aus Wolfram produziert. Später teilweise auch andere Produkte aus dem Hause Osram.
Auf dem Höhepunkt der Fabrikation beschäftigt das Werk mehr als 500 Mitarbeiter und bildete einen Teil des industriellen Netzwerkes im Süden von Madrid. 1993 wurde die Produktion eingestellt. Die deutsche Muttergesellschaft eröffnete ein Auslieferungslager in der rund 28 Kilometer entfernten Stadt Alcalá de Henares, die von dort aus jedoch nur noch im Ausland gefertigte Produkte in Spanien vertreibt. Zu diesem Zeitpunkt waren noch rund 150 Mitarbeiter im ursprünglichen Werk in Madrid beschäftigt, die mit einer Abfindung entlassen wurden.

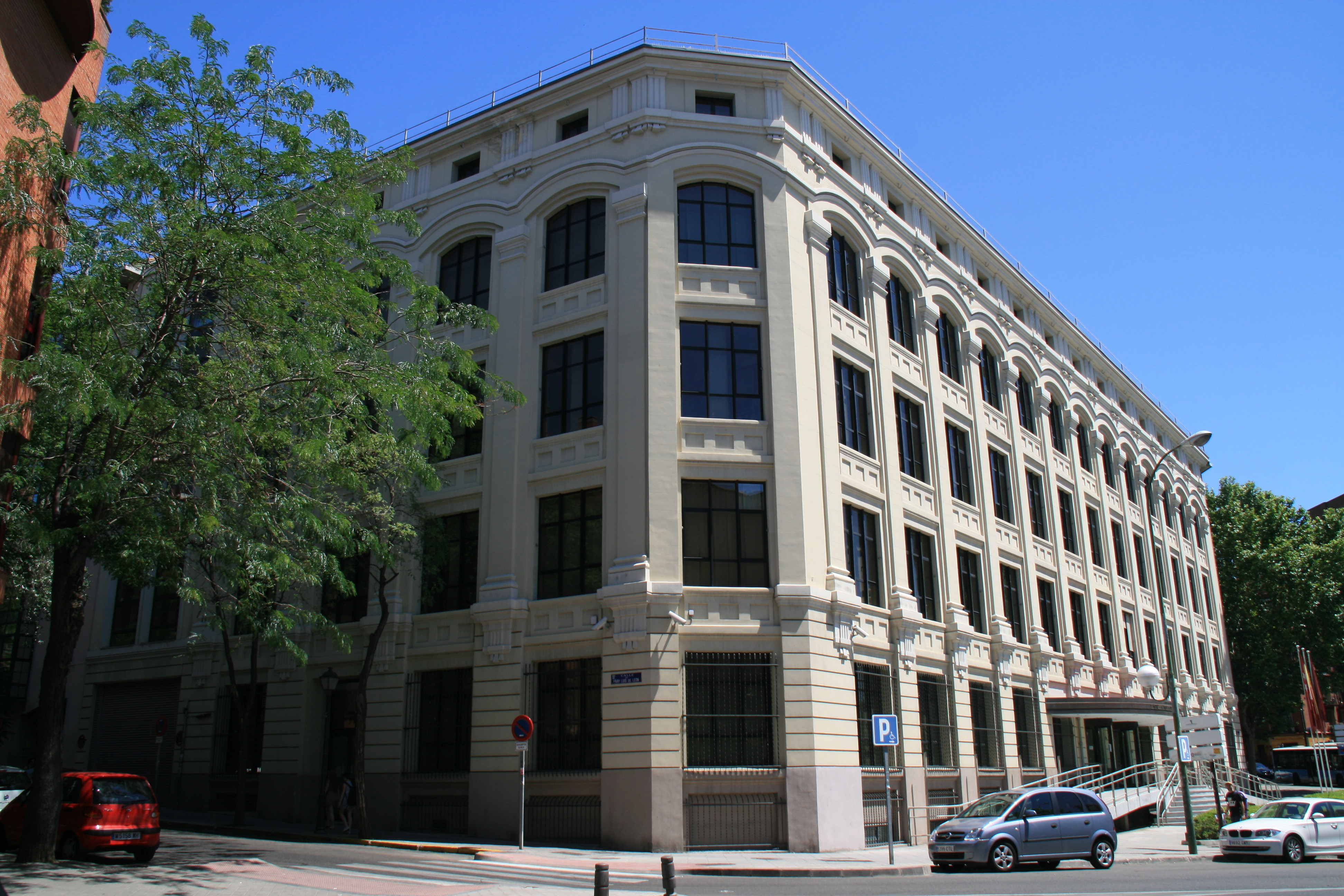
Fábrica de Osram

Seit 1991 steht das Gebäude unter Denkmalschutz und wird in der Liste Bien de Interés Cultural (BIC) geführt.
Nach einer Renovierung ist das Gebäude seit 2001 Sitz der städtischen Land- und Wohnungsgesellschaft Empresa Municipal de la Vivienda y Suelo (EMVS) von Madrid.